# رزقي حمرون
رزقي حمرون (مواليد 10 مارس 1996) هو لاعب كرة قدم جزائري يلعب في مركز المهاجم في نادي فاركو.

## روابط خارجية
- رزقي حمرون على موقع قاعدة بيانات كرة القدم.إي يو (الإنجليزية)
- رزقي حمرون على موقع Soccerway.com (الإنجليزية)